# Campeonato Mineiro
Het Campeonato Mineiro is het voetbalkampioenschap van de Braziliaanse staat Minas Gerais en wordt georganiseerd door de Federação Mineira de Futebol (FMF). De clubs uit de staat zijn vrij succesvol op nationaal niveau. Hierdoor neemt Minas Gerais de derde plaats in op de CBF-ranking. Deze notering geeft drie ploegen uit de staat het recht op een plek in de eerste ronde van de nationale Série D, de ploegen die al in hogere divisies spelen niet meegerekend. De statelijke bond bepaalt welke ploeg dit is. Meestal is dit de best presterende ploeg. Net zoals de andere Braziliaanse staatscompetities wil het opzet van de competitie in Minas Gerais nog weleens veranderen.
De competitie werd opgericht in 1915 en kan opgesplitst worden in twee tijdperken, voor en na de bouw van de Mineirão in 1966. De Mineirão is de grootste voetbaltempel van de staat en ligt in de hoofdstad Belo Horizonte. Voor de bouw van het stadion waren América FC en Atlético Mineiro de succesvolste clubs, hierna kwam ook Cruzeiro EC opzetten. Sinds 1994 heet de competitie officieel Campeonato Mineiro Módulo I. Dat jaar werd de uitgebreide eerste klasse gesplitst in twee groepen. De Módulo II fungeerde zo nu als tweede klasse terwijl de Segunda Divisão, die tot dan toe als tweede klasse gold, nu de derde klasse werd.

## Nationaal niveau
Bij de invoering van de eerste nationale competitie, de Taça Brasil in 1959, werd elk jaar de staatskampioen gestuurd. Cruzeiro nam zes keer deel, Atlético Mineiro vier keer en Siderúrgica één keer. Cruzeiro werd in 1966 landskampioen en bereikte de twee daaropvolgende seizoenen nog de halve finale. Bij het rivaliserende kampioenschap, Torneio Roberto Gomes Pedrosa (1967-1970), waaraan meerdere clubs uit de sterkere competities mochten deelnemen speelden Atlético en Cruzeiro de vier seizoenen. Cruzeiro werd vicekampioen in 1969 en in 1970 eindigden de clubs bij de laatste vier. Bij de start van de Série A kreeg ook América een startbewijs. De club was tot 1979 een vaste waarde en speelde daarna nog enkele keren sporadisch in de Série A, in 2015 kon de club nog eens promoveren. Atlético speelde tot 2005 in de Série A en kon na de degradatie na één jaar terugkeren. De club werd in 1971 de eerste kampioen van de Série A en won in 2013 de Copa Libertadores en in 2014 de Copa do Brasil in 1992 en 1997 won de club ook de Copa CONMEBOL. Cruzeiro was tot de degradatie in 2019 een van de twee clubs die altijd in de Série A speelden en won nog drie keer de landstitel, vier keer de Copa do Brasil en twee keer de Copa Libertadores. Verscheidene andere clubs speelden ook nog in de Série A. Nadat de staten geen automatisch ticket meer kregen voor de Série A kon, buiten de drie grote clubs, enkel Ipatinga in 2008 één jaar in de Série A spelen. América Minero speelde in 2016 weer in de Série A, maar degradeerde meteen en kon in 2017 opnieuw een promotie versieren, echter kon de club ook nu het behoud niet verzekeren. Ook in 2020 promoveerde de club weer.
In de Série B is América met 24 seizoenen de koploper voor de staat. Tot 1991 hadden een aantal clubs altijd een plaats in de Série B. Na dit seizoen konden Ipatinga, EC Democrata en Villa Nova nog promoveren. Boa Esporte speelde van 2011 tot 2015 in de Série B. Tupi promoveerde in 2015 naar de Série B, maar kon daar het behoud niet verzekeren terwijl Boa Esporte na één seizoen terugkeerde, tot 2018. In 2021 kon Tombense naar de Série B promoveren.
In de Série C is Tupi de koploper met zestien seizoenen. Na de invoering van de Série D in 2009, werd het opzet van de Série C nu dat van de Série D waardoor de staat elk jaar drie deelnemers mag afleveren. Sindsdien konden Ipatinga, Boa (onder de naam Ituiutaba) en Tupi in de Série C spelen. In 2014 promoveerde ook Tombense, dat dat jaar zelfs voor het eerst in het Campeonato Mineiro speelde, voor het eerst naar de Série C. In 2020 degradeerde Boa Esporte uit de Série C. In 2022 kon Pouso Alegre promotie afdwingen, al konden ze het behoud niet verzekeren en in 2023 promoveerde Athletic.

## Overzicht
| Jaar | Kampioen                   | Vicekampioen                        |
| ---- | -------------------------- | ----------------------------------- |
| 1915 | Atlético Mineiro           | América Mineiro                     |
| 1916 | América Mineiro            | Atlético Mineiro                    |
| 1917 | América Mineiro            | Atlético Mineiro                    |
| 1918 | América Mineiro            | Atlético Mineiro                    |
| 1919 | América Mineiro            | Sete de Setembro                    |
| 1920 | América Mineiro            | Sete de Setembro                    |
| 1921 | América Mineiro            | Atlético Mineiro                    |
| 1922 | América Mineiro            | Palestra Itália                     |
| 1923 | América Mineiro            | Palestra Itália                     |
| 1924 | América Mineiro            | Palestra Itália                     |
| 1925 | América Mineiro            |                                     |
| 1926 | Atlético Mineiro           | Palmeiras                           |
| 1927 | Atlético Mineiro           | América Mineiro                     |
| 1928 | Palestra Itália            | Atlético Mineiro                    |
| 1929 | Palestra Itália            | Atlético Mineiro                    |
| 1930 | Palestra Itália            | América Mineiro                     |
| 1931 | Atlético Mineiro           | Atlético Mineiro                    |
| 1932 | Atlético Mineiro (LMDT)    | SC Retiro (Nova Lima)               |
| 1932 | Villa Nova (Nova Lima)     | Palestra Itália                     |
| 1933 | Villa Nova (Nova Lima)     | Palestra Itália Tupi (Juiz de Fora) |
| 1934 | Villa Nova (Nova Lima)     | Atlético Mineiro                    |
| 1935 | Villa Nova (Nova Lima)     | Atlético Mineiro                    |
| 1936 | Atlético Mineiro           | Siderúrgica (Sabará)                |
| 1937 | Siderúrgica (Sabará)       | Villa Nova (Nova Lima)              |
| 1938 | Atlético Mineiro           | Siderúrgica (Sabará)                |
| 1939 | Atlético Mineiro           | América Mineiro                     |
| 1940 | Palestra Itália            | Atlético Mineiro                    |
| 1941 | Atlético Mineiro           | Siderúrgica (Sabará)                |
| 1942 | Atlético Mineiro           | América Mineiro                     |
| 1943 | Cruzeiro                   | Atlético Mineiro                    |
| 1944 | Cruzeiro                   | Atlético Mineiro                    |
| 1945 | Cruzeiro                   | Villa Nova (Nova Lima)              |
| 1946 | Atlético Mineiro           | Villa Nova (Nova Lima)              |
| 1947 | Atlético Mineiro           | Villa Nova (Nova Lima)              |
| 1948 | América Mineiro            | Atlético Mineiro                    |
| 1949 | Atlético Mineiro           | América Mineiro                     |
| 1950 | Atlético Mineiro           | Cruzeiro                            |
| 1951 | Villa Nova (Nova Lima)     | Atlético Mineiro                    |
| 1952 | Atlético Mineiro           | Siderúrgica (Sabará)                |
| 1953 | Atlético Mineiro           | Villa Nova (Nova Lima)              |
| 1954 | Atlético Mineiro           | Cruzeiro                            |
| 1955 | Atlético Mineiro           | Democrata FC (Sete Lagoas)          |
| 1956 | Atlético Mineiro Cruzeiro  | -----                               |
| 1957 | América Mineiro            | Democrata FC (Sete Lagoas)          |
| 1958 | Atlético Mineiro           | América Mineiro                     |
| 1959 | Cruzeiro                   | América Mineiro                     |
| 1960 | Cruzeiro                   | Siderúrgica (Sabará)                |
| 1961 | Cruzeiro                   | América Mineiro                     |
| 1962 | Atlético Mineiro           | Cruzeiro                            |
| 1963 | Atlético Mineiro           | Democrata FC (Sete Lagoas)          |
| 1964 | Siderúrgica (Sabará)       | América Mineiro                     |
| 1965 | Cruzeiro                   | América Mineiro                     |
| 1966 | Cruzeiro                   | Atlético Mineiro                    |
| 1967 | Cruzeiro                   | Atlético Mineiro                    |
| 1968 | Cruzeiro                   | Atlético Mineiro                    |
| 1969 | Cruzeiro                   | Atlético Mineiro                    |
| 1970 | Atlético Mineiro           | Cruzeiro                            |
| 1971 | América Mineiro            | Cruzeiro                            |
| 1972 | Cruzeiro                   | Atlético Mineiro                    |
| 1973 | Cruzeiro                   | América Mineiro                     |
| 1974 | Cruzeiro                   | Atlético Mineiro                    |
| 1975 | Cruzeiro                   | Atlético Mineiro                    |
| 1976 | Atlético Mineiro           | Cruzeiro                            |
| 1977 | Cruzeiro                   | Atlético Mineiro                    |
| 1978 | Atlético Mineiro           | Cruzeiro                            |
| 1979 | Atlético Mineiro           | Cruzeiro                            |
| 1980 | Atlético Mineiro           | Cruzeiro                            |
| 1981 | Atlético Mineiro           | Cruzeiro                            |
| 1982 | Atlético Mineiro           | Cruzeiro                            |
| 1983 | Atlético Mineiro           | Cruzeiro                            |
| 1984 | Cruzeiro                   | Atlético Mineiro                    |
| 1985 | Atlético Mineiro           | Cruzeiro                            |
| 1986 | Atlético Mineiro           | Cruzeiro                            |
| 1987 | Cruzeiro                   | Atlético Mineiro                    |
| 1988 | Atlético Mineiro           | Cruzeiro                            |
| 1989 | Atlético Mineiro           | Cruzeiro                            |
| 1990 | Cruzeiro                   | Atlético Mineiro                    |
| 1991 | Atlético Mineiro           | EC Democrata (Governador Valadares) |
| 1992 | Cruzeiro                   | América Mineiro                     |
| 1993 | América Mineiro            | Atlético Mineiro                    |
| 1994 | Cruzeiro                   | Atlético Mineiro                    |
| 1995 | Atlético Mineiro           | América Mineiro                     |
| 1996 | Cruzeiro                   | Atlético Mineiro                    |
| 1997 | Cruzeiro                   | Villa Nova (Nova Lima)              |
| 1998 | Cruzeiro                   | Atlético Mineiro                    |
| 1999 | Atlético Mineiro           | América Mineiro                     |
| 2000 | Atlético Mineiro           | Cruzeiro                            |
| 2001 | América Mineiro            | Atlético Mineiro                    |
| 2002 | Caldense (Poços de Caldas) | Ipatinga FC (Ipatinga)              |
| 2003 | Cruzeiro                   | Atlético Mineiro                    |
| 2004 | Cruzeiro                   | Atlético Mineiro                    |
| 2005 | Ipatinga FC (Ipatinga)     | Cruzeiro                            |
| 2006 | Cruzeiro                   | Ipatinga FC (Ipatinga)              |
| 2007 | Atlético Mineiro           | Cruzeiro                            |
| 2008 | Cruzeiro                   | Atlético Mineiro                    |
| 2009 | Cruzeiro                   | Atlético Mineiro                    |
| 2010 | Atlético Mineiro           | Ipatinga FC (Ipatinga)              |
| 2011 | Cruzeiro                   | Atlético Mineiro                    |
| 2012 | Atlético Mineiro           | América Mineiro                     |
| 2013 | Atlético Mineiro           | Cruzeiro                            |
| 2014 | Cruzeiro                   | Atlético Mineiro                    |
| 2015 | Atlético Mineiro           | Caldense                            |
| 2016 | América Mineiro            | Atlético Mineiro                    |
| 2017 | Atlético Mineiro           | Cruzeiro                            |
| 2018 | Cruzeiro                   | Atlético Mineiro                    |
| 2019 | Cruzeiro                   | Atlético Mineiro                    |
| 2020 | Atlético Mineiro           | Tombense                            |
| 2021 | Atlético Mineiro           | América Mineiro                     |
| 2022 | Atlético Mineiro           | Cruzeiro                            |
| 2023 | Atlético Mineiro           | América Mineiro                     |
| 2024 | Atlético Mineiro           | Cruzeiro                            |

## Titels per club
| Club             | Stad            | Titels | Seizoenen |
| ---------------- | --------------- | ------ | --- |
| Atlético Mineiro | Belo Horizonte  | 49     | (1915, 1926, 1927, 1931, 1932, 1936, 1938, 1939, 1941, 1942, 1946, 1947, 1949, 1950, 1952, 1953, 1954, 1955, 1956, 1958, 1962, 1963, 1970, 1976, 1978, 1979, 1980, 1981, 1982, 1983, 1985, 1986, 1988, 1989, 1991, 1995, 1999, 2000, 2007, 2010, 2012, 2013, 2015, 2017, 2020, 2021, 2022, 2023, 2024) |
| Cruzeiro         | Belo Horizonte  | 38     | (1928, 1929, 1930, 1940, 1943, 1944, 1945, 1956, 1959, 1960, 1961, 1965, 1966, 1967, 1968, 1969, 1972, 1973, 1974, 1975, 1977, 1984, 1987, 1990, 1992, 1994, 1996, 1997, 1998, 2003, 2004, 2006, 2008, 2009, 2011, 2014, 2018, 2019)                                                                   |
| América          | Belo Horizonte  | 16     | (1916, 1917, 1918, 1919, 1920, 1921, 1922, 1923, 1924, 1925, 1948, 1957, 1971, 1993, 2001, 2016) |
| Villa Nova       | Nova Lima       | 5      | (1932, 1933, 1934, 1935, 1951) |
| Siderúrgica      | Sabará          | 2      | (1937, 1964) |
| Ipatinga         | Ipatinga        | 1      | (2005) |
| Caldense         | Poços de Caldas | 1      | (2002) |

## Eeuwige ranglijst
Vetgedrukt de clubs die in 2025 in de hoogste klasse spelen.
| Club                     | Stad                     | /111 | Periode (1915-2025)                                                                 |
| ------------------------ | ------------------------ | ---- | ----------------------------------------------------------------------------------- |
| Atlético Mineiro         | Belo Horizonte           | 109  | 1915-1923, 1925-2001, 2003-                                                         |
| América                  | Belo Horizonte           | 109  | 1915-2001, 2003-2007, 2009-                                                         |
| Cruzeiro                 | Belo Horizonte           | 104  | 1921-2001, 2003-                                                                    |
| Villa Nova               | Nova Lima                | 98   | 1918, 1927-1994, 1996-2020, 2022-                                                   |
| Caldense                 | Poços de Caldas          | 52   | 1970-1984, 1986-2007, 2010-2023                                                     |
| Uberlândia               | Uberlândia               | 49   | 1963-1997, 2000-2002, 2006, 2009-2010, 2016-2018, 2020-2022, 2024-                  |
| Sete de Setembro         | Belo Horizonte           | 48   | 1916-1932, 1934, 1938-1961, 1969-1971, 1974-1976                                    |
| Valeriodoce              | Itabira                  | 43   | 1959-1963, 1965-2000, 2004-2005                                                     |
| Uberaba                  | Uberaba                  | 43   | 1945, 1958-1993, 2004, 2008-2012                                                    |
| Democrata-GV             | Governador Valadares     | 39   | 1969-1971, 1975-1976, 1979-1986, 1989, 1991-2001, 2006-2012, 2015, 2017-2018, 2022- |
| Guarani EC               | Divinópolis              | 38   | 1958-1965, 1976-1986, 1996-1999, 2001, 2003-2009, 2011-2016, 2019                   |
| Democrata-SL             | Sete Lagoas              | 38   | 1953-1972, 1982-1993, 1995, 2005-2008, 2023                                         |
| Tupi                     | Juiz de Fora             | 36   | 1933, 1970-1971, 1976, 1980-1982, 1984-1993, 1995, 2002-2004, 2007-2019             |
| Siderúrgica              | Sabará                   | 34   | 1933-1966                                                                           |
| Nacional FC              | Uberaba                  | 26   | 1964-1967, 1970-1976, 1979-1980, 1983-1986, 1988-1993, 1998, 2002-2003              |
| URT                      | Patos de Minas           | 23   | 1976-1977, 1992-1993, 1995-1996, 1999-2006, 2014-2022                               |
| Rio Branco de Andradas   | Andradas                 | 18   | 1987-1993, 1995-1996, 1999-2004, 2007-2009                                          |
| Metalusina               | Barão de Cocais          | 15   | 1946-1960                                                                           |
| Boa Esporte              | Varginha                 | 15   | 2005-2010, 2012-2016, 2018-2021                                                     |
| Ipatinga                 | Ipatinga                 | 13   | 2000-2008, 2010-2011, 2023-2024                                                     |
| Tombense                 | Tombos                   | 13   | 2013-                                                                               |
| Araxá                    | Araxá                    | 12   | 1967-1971, 1978-1980, 1991-1993, 2013                                               |
| Nacional de Muriaé       | Muriaé                   | 11   | 1970-1980                                                                           |
| Mamoré                   | Patos de Minas           | 11   | 1992-1997, 2001, 2003-2005, 2015                                                    |
| Patrocinense             | Patrocínio               | 11   | 1991-1994, 2018-2024                                                                |
| Yale                     | Belo Horizonte           | 10   | 1915-1924                                                                           |
| Pouso Alegre             | Pouso Alegre             | 9    | 1989-1992, 2021-                                                                    |
| Guarany Foot-Ball Club   | Belo Horizonte           | 9    | 1920-1921, 1926-1932                                                                |
| Meridional               | Conselheiro Lafaiete     | 9    | 1951-1953, 1956-1961                                                                |
| Renasença                | Belo Horizonte           | 9    | 1958-1966                                                                           |
| Atlético Três Corações   | Três Corações            | 9    | 1970-1974, 1980, 1987, 1993-1994                                                    |
| Calafate                 | Belo Horizonte           | 8    | 1925-1932                                                                           |
| Asas                     | Lagoa Santa              | 8    | 1952-1959                                                                           |
| Palmeiras                | Belo Horizonte           | 8    | 1921, 1923-1924, 1926-1930                                                          |
| Araguari                 | Araguari                 | 8    | 1970-1973, 1976, 1978-1980                                                          |
| Fabril                   | Lavras                   | 8    | 1972, 1985-1991                                                                     |
| Luzitano                 | Belo Horizonte           | 7    | 1918-1923, 1925                                                                     |
| Retiro                   | Nova Lima                | 7    | 1927, 1932-1937                                                                     |
| Pedro Leopoldo           | Pedro Leopoldo           | 7    | 1958-1964                                                                           |
| Esportivo                | Passos                   | 7    | 1986-1992                                                                           |
| Athletic                 | São João del-Rei         | 6    | 1970, 2021-                                                                         |
| Formiga                  | Formiga                  | 6    | 1966-1970, 1972                                                                     |
| Flamengo EC              | Varginha                 | 6    | 1980, 1989-1993                                                                     |
| Ipiranga de Manhuaçu     | Manhuaçu                 | 6    | 1991-1993, 1998-2000                                                                |
| Social                   | Coronel Fabriciano       | 6    | 1998-1999, 2003-2004, 2008-2009                                                     |
| Christovam Colombo       | Belo Horizonte           | 5    | 1915-1918, 1921                                                                     |
| Bela Vista               | Sete Lagoas              | 5    | 1958-1962                                                                           |
| Fluminense               | Araguari                 | 5    | 1970-1972, 1975-1976                                                                |
| União Tijucana           | Ituiutaba                | 5    | 1972-1976                                                                           |
| Guaxupé                  | Guaxupé                  | 5    | 1975-1976, 1979-1981                                                                |
| Sport                    | Juiz de Fora             | 5    | 1933, 1970, 1976, 1980, 1988                                                        |
| América de Teófilo Otoni | Teófilo Otoni            | 5    | 2010-2013, 2017                                                                     |
| Alves Nogueira           | Sabará                   | 4    | 1920, 1927-1928, 1932                                                               |
| Flamengo FC              | Varginha                 | 4    | 1970-1973                                                                           |
| Casimiro de Abreu        | Montes Claros            | 4    | 1970-1973                                                                           |
| ESAB                     | Contagem                 | 4    | 1974-1977                                                                           |
| Alfenense                | Alfenas                  | 4    | 1980, 1984, 1993-1994                                                               |
| Paraisense               | São Sebastião do Paraíso | 4    | 1990-1992, 1996                                                                     |
| Juventus                 | Divinópolis              | 4    | 1990-1993                                                                           |
| Tupynambás               | Juiz de Fora             | 4    | 1933, 1970, 2019-2020                                                               |
| Hygiênicos               | Belo Horizonte           | 3    | 1915-1916, 1921                                                                     |
| Syrio Horizontino        | Belo Horizonte           | 3    | 1926-1928                                                                           |
| Fluminense FBC           | Belo Horizonte           | 3    | 1926, 1931-1932                                                                     |
| Santa Cruz               | Belo Horizonte           | 3    | 1926, 1929, 1932                                                                    |
| Curvelo                  | Curvelo                  | 3    | 1958-1960                                                                           |
| Usipa                    | Ipatinga                 | 3    | 1967-1969                                                                           |
| Independente             | Uberaba                  | 3    | 1968-1970                                                                           |
| Trespontano              | Três Pontas              | 3    | 1991-1993                                                                           |
| Nacional EC              | Nova Serrana             | 3    | 2012-2014                                                                           |
| Itabirito                | Itabirito                | 2    | 2024-                                                                               |
| Progresso                | Belo Horizonte           | 2    | 1921-1922                                                                           |
| Aeroporto                | Belo Horizonte           | 2    | 1941-1942                                                                           |
| Grêmio Calafate          | Belo Horizonte           | 2    | 1926, 1932                                                                          |
| Carlos Prates            | Belo Horizonte           | 2    | 1932                                                                                |
| Villa do Carmo           | Barbacena                | 2    | 1969-1970                                                                           |
| Olympic                  | Barbacena                | 2    | 1970-1971                                                                           |
| Ateneu                   | Montes Claros            | 2    | 1979-1980                                                                           |
| XV de Novembro           | Uberlândia               | 2    | 1985-1986                                                                           |
| Montes Claros            | Montes Claros            | 2    | 1997-1998                                                                           |
| Tricordiano              | Três Corações            | 2    | 2016-2017                                                                           |
| Coimbra                  | Contagem                 | 2    | 2020-2021                                                                           |
| Ipanema                  | Belo Horizonte           | 1    | 1921                                                                                |
| Avante                   | Belo Horizonte           | 1    | 1926                                                                                |
| Minas Geraes             | Belo Horizonte           | 1    | 1926                                                                                |
| Olympic                  | Belo Horizonte           | 1    | 1926                                                                                |
| Vespasiano               | Vespasiano               | 1    | 1932                                                                                |
| Acesita                  | Timóteo                  | 1    | 1970                                                                                |
| Paraense                 | Pará de Minas            | 1    | 1970                                                                                |
| Arsenal                  | Frutal                   | 1    | 1976                                                                                |
| 13 de Maio               | Frutal                   | 1    | 1976                                                                                |
| Minas                    | Boa Esperança            | 1    | 1988                                                                                |
| Ribeiro Junqueira        | Leopoldina               | 1    | 1991                                                                                |
| Funorte                  | Montes Claros            | 1    | 2011                                                                                |
| Minas Boca               | Sete Lagoas              | 1    | 2014                                                                                |
| Aymorés                  | Ubá                      | 1    | 2025-                                                                               |
| Betim                    | Betim                    | 1    | 2025-                                                                               |